# Inaccessible
Inaccessible – wyspa położona w południowej części Oceanu Atlantyckiego, w archipelagu Tristan da Cunha, 40 km na południowy zachód od wyspy Tristan da Cunha. Jest drugą pod względem wielkości wyspą archipelagu i ma powierzchnię 14 km².
Wyspa została odkryta w roku 1652 przez załogę okrętu 't Nachtglas, którego kapitanem był Jan Jacobszoon. Nazwano ją „niedostępną”, gdyż marynarzom nie udało się dotrzeć dalej niż na plaże. Od 2004 należy wraz z wyspą Gough do listy listy światowego dziedzictwa UNESCO (łącznie z okolicznym obszarem 12 mil morskich od wybrzeża).

## Warunki naturalne

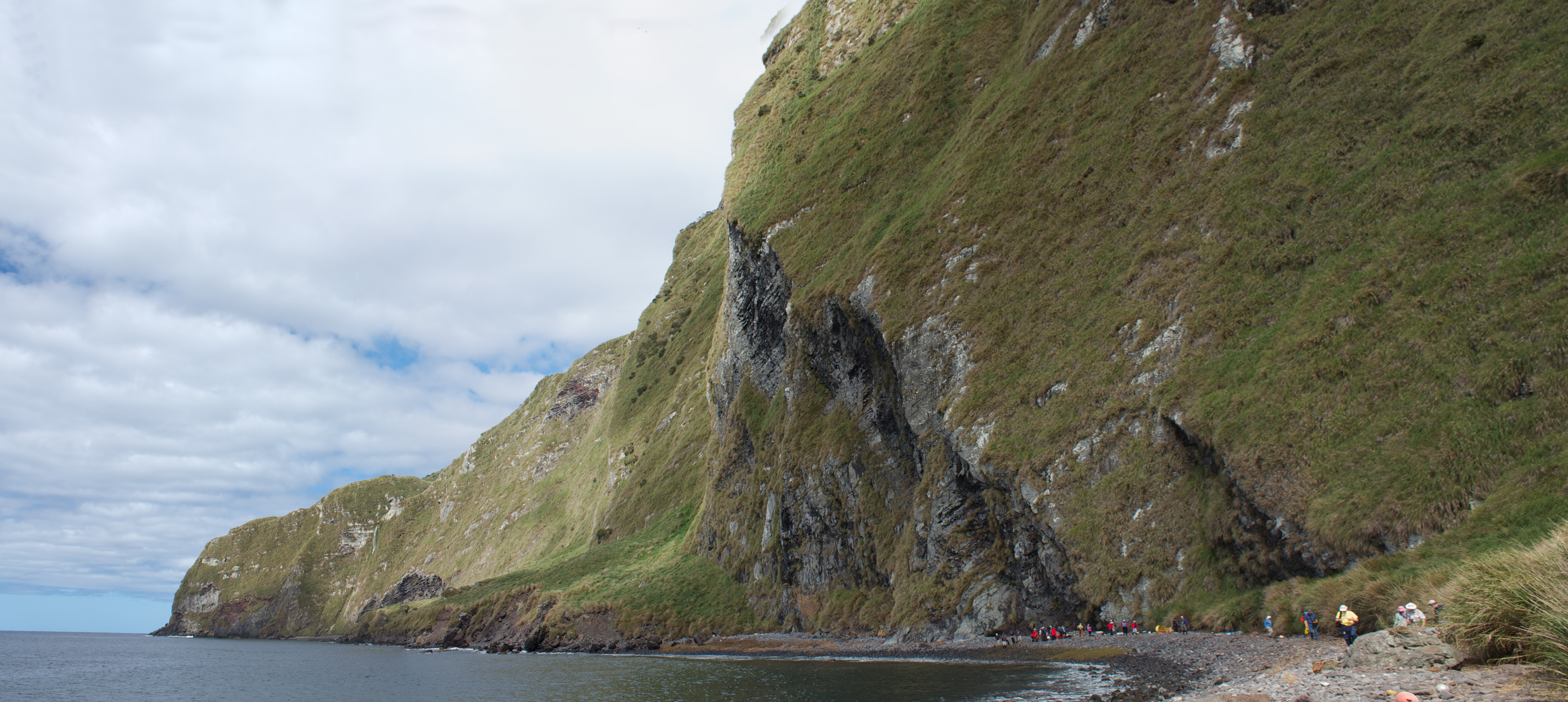
Wybrzeże wyspy Inaccessible

Inaccessible jest wyspą wulkaniczną, ale wulkan był ostatnio aktywny 6 mln lat temu. Jej maksymalna wysokość to 561 m n.p.m. (Swales Fell). Ma kształt deltoidu i wymiary około 4 na 5 km. Wybrzeże w większości stanowią niemal pionowe klify, liczące od 155 (East Point) do 490 (płd.–zach. część wyspy) metrów wysokości. Według pracy dotyczącej ekspedycji na wyspę z Denstone College (dane z 1985) roślinność wyspy można podzielić na trzy słabo wyodrębnione strefy:
- północno-wschodnią, zdominowaną przez Phylica arborea; podszyt głównie z paprotników
- południowo-zachodnią, nizinną, pokrytą trawą Spartina arundinacea
- obszar między powyższymi dwiema strefami zdominowany przez paproć drzewiastą Blechnum palmiforme.

## Fauna
Na Inaccessible występują dwa endemiczne gatunki ptaków i 10 endemicznych gatunków bezkręgowców (znanych jest ich co najmniej 39). Podczas Denstone Expedition specjalny nacisk położono (według autorów raportu z wyprawy) na badania, także in situ, ślimaków z rodzaju Balea (syn. Tristania; świdrzykowate) oraz Succinea (bursztynkowate) a także chrząszczach z rodziny ryjkowcowatych. Wyspa jest bogata w chrząszcze z podplemienia Listroderina należącego do ryjkowcowatych. Między 1850 a 1890 mieszkańcy Tristan da Cunha sprowadzili na Inaccessible świnie i kozy. Jedynym naturalnie rozmnażającym się na wyspie ssakiem jest kotik subantarktyczny.

### Awifauna
Od 2001 wyspa jest uznawana przez BirdLife International za ostoję ptaków IBA. Występują na niej co najmniej 33 gatunki. Wśród „trigger species” wymienia 16 gatunków. Należy do nich jeden krytycznie zagrożony, albatros atlantycki (Diomedea dabbenena). Trzy posiadają status zagrożonych – są to pingwin długoczuby (Eudyptes moseleyi), albatros brunatny (Phoebetria fusca) oraz albatros żółtodzioby (Thalassarche chlororhynchos). Trzy uznawane są za narażone na wyginięcie – należą do nich dwa endemity, chruścielak karłowaty (Atlantisia rogersi) i tristanik mały (Nesospiza acunhae) oraz burzyk okularowy (Procellaria conspicillata). Bliski zagrożenia jest atlantydek (Nesocichla eremita), natomiast pozostałe gatunki uznano za najmniejszej troski.